# Bolshaya Semya
Una gran familia ( ruso : Большая семья ,  Bolshaya semya) es el nombre de una película Soviética de 1954 de género drama dirigida por Iosif Kheifits. Fue ingresada en el Festival de Cine de Cannes de 1955 donde obtuvo el premio de mejor interpretación masculina y femenina para todo el elenco. Se basó en la novela Zhurbiny de Vsevolod Kochetov.

## Sinopsis
Cuenta la historia épica sobre varias generaciones de una misma familia.

## Reparto
- Sergei Lukyanov como Matvei Zhurbin.
- Boris Andreyev como Ilya Matveyevich Zhurbin.
- Vera Kuznetsova como Agafya Karpovna Zhurbina.
- Aleksey Batalov como Aleksei Zhurbin.
- Vadim Medvedev como Anton Zhurbin.
- Boris Bityukov como Kostya Zhurbin.
- Iya Arepina como Tanya Zhurbina.
- Klara Luchko como Lida Zhurbina.
- Ekaterina Savinova como Dunyasha Zhurbina.
- Pavel Kadochnikov como Skobelev.
- Yelena Dobronravova como Katya Travnikova.
- Nikolai Gritsenko como Club Manager.
- Nikolai Sergeyev como Basmanov.
- Larisa Kronberg como Zinaida Ivanova.

## Reconocimiento
- 1955 – Festival de Cannes – Reconocimiento a todo el reparto como Mejor Interpretación.